# Горбацевичи
Горбаце́вичи (бел. Гарбацэвічы) — агрогородок в составе Горбацевичского сельсовета Бобруйского района Могилёвской области Республики Беларусь.

Административный центр Горбацевичского сельсовета.

## Население
- 1999 год — 623 человека
- 2010 год — 520 человек
- 2014 год — 582 человека